# مارک فورستر
مارک فورستر (به انگلیسی: Marc Forster) (متولد ۳۰ نوامبر ۱۹۶۹) کارگردان و فیلم‌نامه‌نویس سوئیسی-آلمانی است. از فیلم‌های مهمی که وی آن را ساخته است می‌توان از مهمانی هیولا، در جستجوی ناکجاآباد، گودی پران بازی، ذره‌ای آرامش و جنگ جهانی زد نام برد. همچنین او نامزد جایزه آکادمی هنرهای فیلم و تلویزیون بریتانیا، جوایز گلدن گلوب و جایزه ایندیپندنت اسپیریت است.

## آثار کارگردانی
- همه چیز را کنار هم بگذاریم - ۲۰۰۰
- مهمانی هیولا - ۲۰۰۱
- در جستجوی ناکجاآباد - ۲۰۰۴
- بمان - ۲۰۰۵
- عجیب‌تر از داستان - ۲۰۰۶
- بادبادک‌باز - ۲۰۰۷
- ذره‌ای آرامش - ۲۰۰۸
- اجداد ادیسه:بشیرت - ۲۰۱۱
- جنگ جهانی زد - ۲۰۱۳
- تمام چیزی که می‌بینم تو هستی - ۲۰۱۶
- کریستوفر رابین - ۲۰۱۸
- مردی به نام اتو - ۲۰۲۲
- پرنده سفید: یک داستان شگفت انگیز - ۲۰۲۳
- توماس و دوستان - ۲۰۲۴